# St. Maria der Deutschen (Jerusalem)

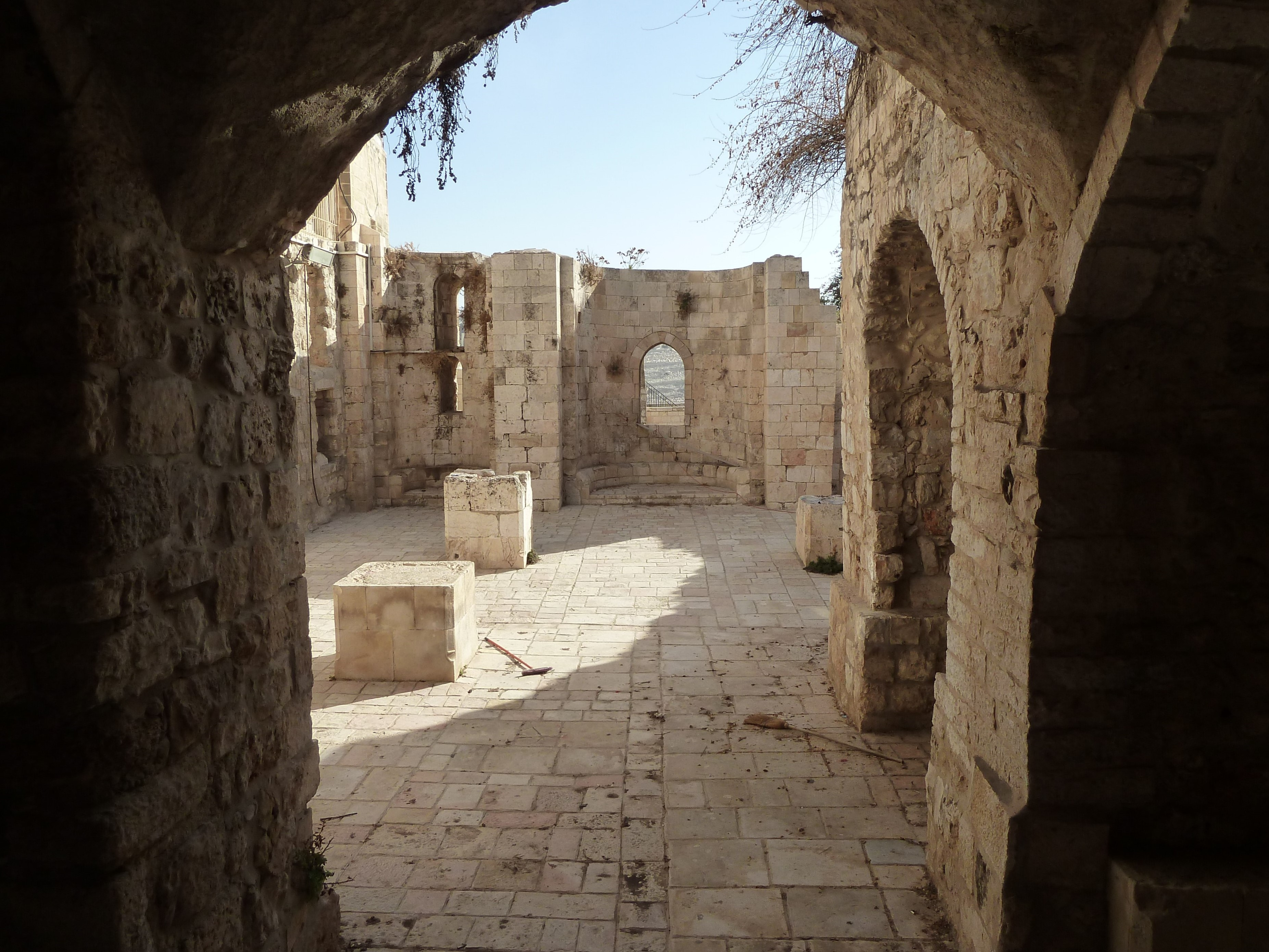
Blick zur Hauptapsis der Kirchenruine

St. Maria der Deutschen (lateinisch St. Maria Alemannorum, englisch Church of St. Mary of the Germans) ist die Ruine eines Kirchengebäudes der Kreuzfahrer in der Altstadt von Jerusalem im heutigen Jüdischen Viertel.

## Geschichte
Nach dem ersten Kreuzzug wurde um 1127 durch einen frommen Deutschen zusammen mit dessen Frau in Jerusalem ein Hospital für deutsche Pilger gestiftet. Die Stiftung stand in Konkurrenz zum Hospital der Johanniter in der Stadt. Die Auseinandersetzung um Zuwendungen wurde 1143 durch Papst Coelestin II. beigelegt, indem er das Marienhospital in seinen Schutz nahm, es zugleich aber der Aufsicht des Priors der Johanniter unterstellte. Im April 1229, kurz nach der Wiederinbesitznahme Jerusalems, wurde das Hospital durch Friedrich II. zusammen mit der früheren Residenz der Könige von Jerusalem (der curia regis) am Davidsturm dem Deutschen Orden zugesprochen. Ein Widerspruch der Johanniter wurde von Papst Gregor IX. zurückgewiesen. Inwieweit der Deutsche Orden dort wirklich residierte, ist unklar. Nach der Aufgabe Jerusalems 1244 verfiel das Hospital mit der Kirche St. Maria zur Ruine.

## Architektur
Zentraler Teil der an einem Abhang errichteten Hospitalsanlage war die Kirche St. Maria. Nördlich von ihr befand sich die Obere Halle, ein dreischiffiger Bau von acht Jochen. Südlich schloss sich die Untere Halle an, deren Obergeschoss sich auf dem Fußbodenniveau der Kirche befand. Die Untere Halle war zweischiffig und umfasste fünf Joche. Die Marienkirche selbst war eine bescheidene dreischiffige Basilika von vier Jochen mit Dreiapsidenschluss. Die Apsiden schlossen im Äußeren gerade. Unter der Kirche befand sich in den Abhang hineingebaut eine Krypta. Als Ruine zugänglich sind heute die erhaltenen unteren Mauerreste der Kirche sowie das Untergeschoss der Unteren Halle.